# Orlândia
Orlândia is een gemeente in de Braziliaanse deelstaat São Paulo. De gemeente telt 37.534 inwoners (schatting 2009).

## Aangrenzende gemeenten
De gemeente grenst aan Morro Agudo, Nuporanga, Sales Oliveira en São Joaquim da Barra.

## Verkeer en vervoer
De plaats ligt aan de radiale snelweg BR-050 tussen Brasilia en Santos. Daarnaast ligt ze aan de wegen SP-328, SP-330 en SP-351.